# Challenge Cup 2013-2014 (pallavolo femminile)
La Challenge Cup di pallavolo femminile 2013-2014 è stata la 34ª edizione del terzo torneo pallavolistico per importanza dopo la Champions League e la Coppa CEV, la settima con questa denominazione; iniziata il 19 novembre 2013, si è conclusa con la finale di ritorno il 30 marzo 2014. Alla competizione hanno partecipato 44 squadre di club europee e la vittoria finale è andata per la prima volta al Volejbol'nyj klub Zareč'e Odincovo.

## Squadre partecipanti
| - Fischbek - Alterno - AEK Atene* - Vizura* - Bratislavský - Slávia Bratislava - Jedinstvo Brčko* - Královo Pole* - Vasas - Bursa BB* - Dauphines Charleroi | - Tomis Constanța* - Anorthōsīs - Gacko - Gödöllõ - Hartberg - Ti-Volley Innsbruck - Beşiktaş - Kangasala - Kamnik - Maccabi Haifa* - Asteríx Kieldrecht* | - Le Cannet - Apollōn Limassol - ASKÖ Linz-Steg* - Mamer - Branik* - Minčanka - Franches-Montagnes - ASPTT Mulhouse* - Neuchâtel - Zareč'e Odincovo - Hermes Oostende | - Oudegem* - Poreč* - Rethymno - Kanti* - Sliedrecht - Saint-Cloud Paris SF* - Stod Volley Steinkjer - Târgu Mureș - RSR Walfer - Weert* - Impel |

- * Provenienti dalla Coppa CEV.

## Primo turno

### Andata
| 20 novembre 2013 Športová hala Mladosť, Bratislava Durata: 1h:04 - Spettatori: 300     | Slávia Bratislava   | 3 - 0 | Mamer                 | 25-7, 25-19, 25-12                |
| 19 novembre 2013 Apollon Hall, Limassol Durata: 1h:24 - Spettatori: 300                | Apollōn Limassol    | 1 - 3 | Sliedrecht            | 19-25, 15-25, 25-21, 19-25        |
| 20 novembre 2013 Bundesschulzentrum, Hartberg Durata: 1h:39 - Spettatori: 500          | Hartberg            | 1 - 3 | Gödöllõ               | 25-23, 19-25, 19-25, 13-25        |
| 20 novembre 2013 CU Arena, Amburgo Durata: 1h:52 - Spettatori: 656                     | Fischbek            | 3 - 2 | Doprastav Bratislava  | 25-17, 23-25, 22-25, 25-18, 15-10 |
| 20 novembre 2013 Športna dvorana, Kamnik Durata: 2h:12 - Spettatori: 200               | Kamnik              | 3 - 2 | Franches-Montagnes    | 25-23, 21-25, 21-25, 25-17, 15-13 |
| 21 novembre 2013 Hall Omnisport New, Walferdange Durata: 1h:15 - Spettatori: 850       | RSR Walfer          | 3 - 0 | Anorthōsīs            | 25-17, 25-18, 25-21               |
| 19 novembre 2013 Univerzalna sportska dvorana, Bileća Durata: 1h:12 - Spettatori: 1000 | Gacko               | 0 - 3 | Hermes Oostende       | 18-25, 17-25, 20-25               |
| 20 novembre 2013 Melina Merkouri, Rethymno Durata: 2h:03 - Spettatori: 1000            | Rethymno            | 3 - 2 | Stod Volley Steinkjer | 25-23, 20-25, 25-22, 17-25, 15-8  |
| 21 novembre 2013 HdS de la Riveraine, Neuchâtel Durata: 2h:03 - Spettatori: 1320       | Neuchâtel           | 2 - 3 | Alterno               | 16-25, 25-17, 36-34, 16-25, 11-15 |
| 19 novembre 2013 Spiroudome, Charleroi Durata: 1h:18 - Spettatori: 250                 | Dauphines Charleroi | 0 - 3 | Beşiktaş              | 17-25, 18-25, 18-25               |
| 20 novembre 2013 Vasas Csarnok, Budapest Durata: 1h:15 - Spettatori: 800               | Vasas               | 3 - 0 | Kangasala             | 25-16, 25-20, 25-17               |
| 27 novembre 2013 Palace of Sports, Minsk Durata: 1h:07 - Spettatori: 1200              | Minčanka            | 3 - 0 | Ti-Volley Innsbruck   | 25-19, 25-21, 25-16               |

### Ritorno
| 27 novembre 2013 Nicolas Frantz, Mamer Durata: 1h:13 - Spettatori: 350               | Mamer                 | 0 - 3 | Slávia Bratislava   | 20-25, 19-25, 9-25         |
| 27 novembre 2013 Sporthal de Stoep, Sliedrecht Durata: - Spettatori: -               | Sliedrecht            | 3 - 0 | Apollōn Limassol    | 25-5, 25-18, 25-24         |
| 27 novembre 2013 Szent Istvan Univ. SH, Gödöllő Durata: 1h:07 - Spettatori: 200      | Gödöllõ               | 3 - 0 | Hartberg            | 25-18, 25-15, 25-18        |
| 26 novembre 2013 Inter Hala Pasienky, Bratislava Durata: 1h:37 - Spettatori: 250     | Doprastav Bratislava  | 1 - 3 | Fischbek            | 25-22, 17-25, 23-25, 16-25 |
| 27 novembre 2013 C. S. La Blancherie, Delémont Durata: 1h:41 - Spettatori: 500       | Franches-Montagnes    | 1 - 3 | Kamnik              | 11-25, 14-25, 26-24, 23-25 |
| 26 novembre 2013 Anorthosis Famagusta S. C., Limassol Durata: 1h:48 - Spettatori: 90 | Anorthōsīs            | 1 - 3 | RSR Walfer          | 25-19, 10-25, 21-25, 22-25 |
| 27 novembre 2013 Mister V-Arena, Oostende Durata: 1h:04 - Spettatori: 650            | Hermes Oostende       | 3 - 0 | Gacko               | 25-10, 25-18, 25-17        |
| 27 novembre 2013 Steinkjerhallen, Steinkjer Durata: 0h:0 - Spettatori: 0             | Stod Volley Steinkjer | 3 - 0 | Rethymno            | 25-0, 25-0, 25-0           |
| 27 novembre 2013 Mheenhal, Apeldoorn Durata: 1h:18 - Spettatori: 1000                | Alterno               | 0 - 3 | Neuchâtel           | 20-25, 21-25, 19-25        |
| 28 novembre 2013 Burhan Felek Spor Salonu, Istanbul Durata: 1h:09 - Spettatori: 50   | Beşiktaş              | 3 - 0 | Dauphines Charleroi | 25-19, 25-13, 25-19        |
| 27 novembre 2013 Pitkäjärven Koulu, Kangasala Durata: 1h:45 - Spettatori: 311        | Kangasala             | 1 - 3 | Vasas               | 25-21, 17-25, 20-25, 23-25 |
| 20 novembre 2013 Universitätssporthalle, Innsbruck Durata: 1h:13 - Spettatori: 287   | Ti-Volley Innsbruck   | 0 - 3 | Minčanka            | 23-25, 10-25, 19-25        |

### Squadre qualificate
| - Fischbek - Slávia Bratislava - Vasas - Gödöllõ - Kamnik - Beşiktaş | - Minčanka - Neuchâtel - Hermes Oostende - Sliedrecht - Stod Volley Steinkjer - RSR Walfer |

## Sedicesimi di finale

### Andata
| 11 dicembre 2013 Volleyball-Sports Complex, Odincovo Durata: 1h:05 - Spettatori: 1000   | Zareč'e Odincovo     | 3 - 0 | Královo Pole          | 25-13, 25-14, 25-18               |
| 10 dicembre 2013 Sportna Dvorana Ljudski Vrt, Maribor Durata: 1h:53 - Spettatori: 300   | Branik               | 3 - 2 | Slávia Bratislava     | 22-25, 21-25, 25-22, 25-16, 15-11 |
| 11 dicembre 2013 Sporthal de Stoep, Sliedrecht Durata: 1h:13 - Spettatori: 950          | Sliedrecht           | 3 - 0 | AEK Atene             | 25-12, 25-22, 25-19               |
| 12 dicembre 2013 Ben Tsvi Hall, Haifa Durata: 1h:59 - Spettatori: 100                   | Maccabi Haifa        | 2 - 3 | Gödöllõ               | 25-22, 16-25, 26-24, 18-25, 11-25 |
| 11 dicembre 2013 CU Arena, Amburgo Durata: 0h:56 - Spettatori: 608                      | Fischbek             | 3 - 0 | Poreč                 | 25-11, 25-14, 25-10               |
| 11 dicembre 2013 Športna dvorana, Kamnik Durata: 1h:07 - Spettatori: 100                | Kamnik               | 3 - 0 | ASKÖ Linz-Steg        | 25-15, 25-13, 25-16               |
| 11 dicembre 2013 Palais des Sports, Mulhouse Durata: 1h:02 - Spettatori: 1520           | ASPTT Mulhouse       | 3 - 0 | RSR Walfer            | 25-12, 25-14, 25-11               |
| 12 dicembre 2013 Sala Sporturilor, Târgu Mureș Durata: 1h:10 - Spettatori: 1050         | Târgu Mureș          | 3 - 0 | Asteríx Kieldrecht    | 25-19, 25-21, 25-17               |
| 11 dicembre 2013 Hala Orbita, Breslavia Durata: 1h:00 - Spettatori: 950                 | Impel                | 3 - 0 | Oudegem               | 25-10, 25-20, 25-7                |
| 12 dicembre 2013 Sporthal Aan De Bron, Weert Durata: 1h:21 - Spettatori: 250            | Weert                | 0 - 3 | Hermes Oostende       | 23-25, 23-25, 26-28               |
| 10 dicembre 2013 Salle Marcadet, Parigi Durata: 2h:04 - Spettatori: 750                 | Saint-Cloud Paris SF | 2 - 3 | Stod Volley Steinkjer | 22-25, 25-19, 25-18, 21-25, 9-15  |
| 12 dicembre 2013 HDS de la Riveraine, Neuchâtel Durata: 1h:05 - Spettatori: 975         | Neuchâtel            | 3 - 0 | Jedinstvo Brčko       | 25-15, 25-7, 26-24                |
| 11 dicembre 2013 Hala Sportova, Belgrado Durata: 1h:15 - Spettatori: 1050               | Vizura               | 3 - 0 | Beşiktaş              | 25-20, 25-20, 25-17               |
| 10 dicembre 2013 Vasas Sportcsarnok, Budapest Durata: 1h:44 - Spettatori: 600           | Vasas                | 1 - 3 | Kanti                 | 21-25, 26-28, 25-21, 15-25        |
| 11 dicembre 2013 Palace of Sports, Minsk Durata: 0h:55 - Spettatori: 500                | Minčanka             | 3 - 0 | Tomis Constanța       | 25-9, 25-11, 25-11                |
| 10 dicembre 2013 Cengiz Göllü Kapalı Spor Salonu, Bursa Durata: 1h:33 - Spettatori: 500 | Bursa BB             | 3 - 1 | Le Cannet             | 25-8, 23-25, 25-14, 25-22         |

### Ritorno
| 17 dicembre 2013 Mestska Hala Vodova, Brno Durata: 1h:29 - Spettatori: 250           | Královo Pole          | 0 - 3 | Zareč'e Odincovo     | 21-25, 15-25, 18-25                               |
| 17 dicembre 2013 Športová hala Mladosť, Bratislava Durata: 1h:11 - Spettatori: 120   | Slávia Bratislava     | 0 - 3 | Branik               | 18-25, 17-25, 26-28                               |
| 18 dicembre 2013 P. Gazgas Competition Hall, Atene Durata: 2h:16 - Spettatori: 600   | AEK Atene             | 3 - 1 | Sliedrecht           | 25-23, 25-21, 23-25, 27-25 Golden set 14-16       |
| 18 dicembre 2013 Szent Istvan Universaty SH, Gödöllő Durata: 2h:32 - Spettatori: 200 | Gödöllõ               | 2 - 3 | Maccabi Haifa        | 18-25, 26-24, 23-25, 25-21, 15-17 Golden set 8-15 |
| 18 dicembre 2013 SRC Veli Jože, Parenzo Durata: 1h:57 - Spettatori: 400              | Poreč                 | 3 - 1 | Fischbek             | 25-22, 25-20, 19-25, 25-18 Golden set 15-10       |
| 18 dicembre 2013 Georg von Peuerbach Gymnasium, Linz Durata: 1h:36 - Spettatori: 200 | ASKÖ Linz-Steg        | 1 - 3 | Kamnik               | 26-24, 17-25, 18-25, 19-25                        |
| 19 dicembre 2013 Hall Omnisport New, Walferdange Durata: 1h:02 - Spettatori: 400     | RSR Walfer            | 0 - 3 | ASPTT Mulhouse       | 11-25, 14-25, 6-25                                |
| 18 dicembre 2013 De Meerminnen, Beveren Durata: 1h:32 - Spettatori: 450              | Asteríx Kieldrecht    | 3 - 0 | Târgu Mureș          | 25-19, 25-15, 25-19 Golden set 9-15               |
| 19 dicembre 2013 Sporthal Sint-Gillis, Dendermonde Durata: 1h:10 - Spettatori: 420   | Oudegem               | 0 - 3 | Impel                | 18-25, 10-25, 23-25                               |
| 18 dicembre 2013 Mister V-Arena, Oostende Durata: 1h:43 - Spettatori: 400            | Hermes Oostende       | 3 - 2 | Weert                | 20-25, 21-25, 25-16, 25-17, 15-8                  |
| 18 dicembre 2013 Steinkjerhallen, Steinkjer Durata: 1h:42 - Spettatori: 500          | Stod Volley Steinkjer | 1 - 3 | Saint-Cloud Paris SF | 25-15, 16-25, 20-25, 15-25                        |
| 17 dicembre 2013 Sportska Dvorana Magnet, Brčko Durata: 1h:48 - Spettatori: 650      | Jedinstvo Brčko       | 3 - 1 | Neuchâtel            | 25-9, 13-25, 25-21, 25-22 Golden set 15-13        |
| 18 dicembre 2013 Burhan Felek Spor Salonu, Istanbul Durata: 1h:27 - Spettatori: 200  | Beşiktaş              | 3 - 0 | Vizura               | 25-16, 25-23, 25-15 Golden set 15-6               |
| 18 dicembre 2013 BBC Arena, Sciaffusa Durata: 1h:10 - Spettatori: 515                | Kanti                 | 3 - 0 | Vasas                | 25-17, 25-17, 25-23                               |
| 19 dicembre 2013 Sala Sporturilor, Costanza Durata: 1h:03 - Spettatori: 250          | Tomis Constanța       | 0 - 3 | Minčanka             | 12-25, 11-25, 10-25                               |
| 17 dicembre 2013 Gymnase Maillan, Le Cannet Durata: 1h:41 - Spettatori: 426          | Le Cannet             | 3 - 0 | Bursa BB             | 25-23, 25-20, 25-18 Golden set 15-8               |

### Squadre qualificate
| - Jedinstvo Brčko - Maccabi Haifa - Kamnik - Beşiktaş - Le Cannet - Branik - Minčanka - ASPTT Mulhouse | - Zareč'e Odincovo - Hermes Oostende - Poreč - Kanti - Sliedrecht - Saint-Cloud Paris SF - Târgu Mureș - Impel |

## Ottavi di finale

### Andata
| 15 gennaio 2014 Volleyball-Sports Complex, Odincovo Durata: 1h:30 - Spettatori: 600 | Zareč'e Odincovo     | 3 - 1 | Branik          | 19-25, 25-17, 25-8, 25-20         |
| 14 gennaio 2014 Ben Tsvi Hall, Haifa Durata: 1h:03 - Spettatori: 150                | Maccabi Haifa        | 0 - 3 | Sliedrecht      | 18-25, 14-25, 11-25               |
| 15 gennaio 2014 Športna dvorana, Kamnik Durata: 1h:11 - Spettatori: 250             | Kamnik               | 3 - 0 | Poreč           | 25-18, 25-17, 25-18               |
| 15 gennaio 2014 Sala Sporturilor, Târgu Mureș Durata: 1h:59 - Spettatori: 1100      | Târgu Mureș          | 3 - 2 | ASPTT Mulhouse  | 25-20, 25-20, 18-25, 22-25, 15-12 |
| 16 gennaio 2014 Mister V-Arena, Ostenda Durata: 1h:12 - Spettatori: 550             | Hermes Oostende      | 0 - 3 | Impel           | 17-25, 17-25, 10-25               |
| 14 gennaio 2014 Salle Marcadet, Parigi Durata: 1h:09 - Spettatori: 316              | Saint-Cloud Paris SF | 3 - 0 | Jedinstvo Brčko | 25-15, 25-14, 25-16               |
| 15 gennaio 2014 Burhan Felek Spor Salonu, Istanbul Durata: 1h:10 - Spettatori: 250  | Beşiktaş             | 3 - 0 | Kanti           | 25-16, 25-22, 25-14               |
| 15 gennaio 2014 Palace of Sports, Minsk Durata: 1h:39 - Spettatori: 850             | Minčanka             | 3 - 1 | Le Cannet       | 18-25, 25-19, 25-13, 25-22        |

### Ritorno
| 22 gennaio 2014 Sportna Dvorana Ljudski Vrt, Maribor Durata: 1h:28 - Spettatori: 200 | Branik          | 0 - 3 | Zareč'e Odincovo     | 21-25, 25-27, 20-25                          |
| 22 gennaio 2014 Sporthal de Stoep, Sliedrecht Durata: 0h:59 - Spettatori: 1050       | Sliedrecht      | 3 - 0 | Maccabi Haifa        | 25-22, 25-14, 25-9                           |
| 22 gennaio 2014 SRC Veli Jože, Parenzo Durata: 2h:04 - Spettatori: 800               | Poreč           | 2 - 3 | Kamnik               | 25-27, 25-23, 19-25, 25-23, 10-15            |
| 22 gennaio 2014 Palais des Sports, Mulhouse Durata: 1h:41 - Spettatori: 1800         | ASPTT Mulhouse  | 3 - 1 | Târgu Mureș          | 22-25, 25-18, 29-27, 25-16                   |
| 22 gennaio 2014 Hala Orbita, Breslavia Durata: 1h:10 - Spettatori: 600               | Impel           | 3 - 0 | Hermes Oostende      | 25-20, 25-17, 25-12                          |
| 22 gennaio 2014 Sportska Dvorana Magnet, Brčko Durata: 2h:08 - Spettatori: 1120      | Jedinstvo Brčko | 2 - 3 | Saint-Cloud Paris SF | 25-23, 17-25, 23-25, 25-18, 4-15             |
| 23 gennaio 2014 BBC Arena, Sciaffusa Durata: 1h:10 - Spettatori: 632                 | Kanti           | 0 - 3 | Beşiktaş             | 15-25, 15-25, 20-25                          |
| 22 gennaio 2014 Gymnase Maillan, Le Cannet Durata: 2h:03 - Spettatori: 800           | Le Cannet       | 3 - 1 | Minčanka             | 25-11, 25-21, 28-30, 25-11 Golden set: 15-10 |

### Squadre qualificate
- Beşiktaş
- Kamnik
- Le Cannet
- ASPTT Mulhouse
- Zareč'e Odincovo
- Sliedrecht
- Saint-Cloud Paris SF
- Impel

## Quarti di finale

### Andata
| 5 febbraio 2014 Volleyball-Sports Complex, Odincovo Durata: 1h:05 - Spettatori: 600 | Zareč'e Odincovo     | 3 - 0 | Sliedrecht     | 25-15, 25-11, 25-12               |
| 4 febbraio 2014 Športna dvorana, Kamnik Durata: 1h:39 - Spettatori: 250             | Kamnik               | 1 - 3 | ASPTT Mulhouse | 22-25, 25-13, 14-25, 22-25        |
| 4 febbraio 2014 Salle Marcadet, Parigi Durata: 2h:18 - Spettatori: 300              | Saint-Cloud Paris SF | 3 - 2 | Impel          | 32-30, 18-25, 25-22, 22-25, 15-12 |
| 6 febbraio 2014 Gymnase Maillan, Le Cannet Durata: 1h:31 - Spettatori: 500          | Le Cannet            | 3 - 0 | Beşiktaş       | 30-28, 25-20, 25-19               |

### Ritorno
| 12 febbraio 2014 Sporthal de Stoep, Sliedrecht Durata: 1h:10 - Spettatori: 1080     | Sliedrecht     | 0 - 3 | Zareč'e Odincovo     | 18-25, 18-25, 20-25                  |
| 11 febbraio 2014 Palais des Sports, Mulhouse Durata: 1h:11 - Spettatori: 3300       | ASPTT Mulhouse | 3 - 0 | Kamnik               | 25-10, 25-12, 26-24                  |
| 12 febbraio 2014 Hala Orbita, Breslavia Durata: 1h:41 - Spettatori: 1471            | Impel          | 3 - 1 | Saint-Cloud Paris SF | 25-18, 25-21, 15-25, 25-16           |
| 13 febbraio 2014 Burhan Felek Spor Salonu, Istanbul Durata: 1h:23 - Spettatori: 200 | Beşiktaş       | 3 - 0 | Le Cannet            | 25-20, 25-14, 25-20 Golden set: 15-8 |

### Squadre qualificate
- Beşiktaş
- ASPTT Mulhouse
- Zareč'e Odincovo
- Impel

## Semifinale

### Andata
| 25 febbraio 2014 Volleyball-Sports Complex, Odincovo Durata: 1h:52 - Spettatori: 620 | Zareč'e Odincovo | 3 - 2 | ASPTT Mulhouse | 25-18, 23-25, 25-17, 22-25, 15-7 |
| 26 febbraio 2014 hala Orbita, Breslavia Durata: 1h:53 - Spettatori: 1000             | Impel            | 1 - 3 | Beşiktaş       | 25-18, 20-25, 22-25, 16-25       |

### Ritorno
| 1º marzo 2014 Palais des Sports, Mulhouse Durata: 1h:27 - Spettatori: 3500      | ASPTT Mulhouse | 0 - 3 | Zareč'e Odincovo | 21-25, 21-25, 23-25              |
| 2 marzo 2014 Burhan Felek Spor Salonu, Istanbul Durata: 2h:10 - Spettatori: 950 | Beşiktaş       | 2 - 3 | Impel            | 27-25, 20-25, 21-25, 25-22, 9-15 |

### Squadre qualificate
- Beşiktaş
- Zareč'e Odincovo

## Finale

### Andata
| 27 marzo 2014 Volleyball-Sports Complex, Odincovo Durata: 2h:03 - Spettatori: 2700 | Zareč'e Odincovo | 3 - 2 | Beşiktaş | 23-25, 25-19, 14-25, 25-18, 15-10 |

### Ritorno
| 30 marzo 2014 Burhan Felek Spor Salonu, Istanbul Durata: 1h:58 - Spettatori: 2435 | Beşiktaş | 1 - 3 | Zareč'e Odincovo | 23-25, 25-23, 23-25, 19-25 |

### Squadra campione
- Zareč'e Odincovo